# Gyllensolängel
Gyllensolängel (Heliangelus mavors) är en fågel i familjen kolibrier.

## Utbredning och systematik
Fågeln förekommer i Anderna från nordöstra Colombia till nordvästra Venezuela (södra Lara till Táchira). Den behandlas som monotypisk, det vill säga att den inte delas in i några underarter.

## Status
IUCN kategoriserar arten som livskraftig.